# 保罗·霍夫曼 (1956年)
保罗·霍夫曼（英語：Paul Hoffman，1956年3月30日—）是一位美国科普作家，现居于新泽西州泽西市，主要作品有《数字情种：埃尔德什传》（The Man Who Loved Only Numbers: The Story of Paul Erdos and the Search for Mathematical Truth）等。